# Kap Sastrugi
Das Kap Sastrugi ist eine Landspitze an der Scott-Küste des ostantarktischen Viktorialands. Sie ragt 2,5 km nordwestlich des Snowy Point von der Westseite der Deep Freeze Range in die Ostflanke der Mündung des Priestley-Gletschers in den nördlichen Teil der Nansen-Eistafel.
Die sogenannte Nordgruppe der britischen Terra-Nova-Expedition (1910–1913) unter der Leitung des britischen Polarforschers Robert Falcon Scott erkundete und benannte sie. Namensgeber ist ein großer Sastrugi, welcher der Nordgruppe den Zugang zu dieser Landspitze versperrte.